# ヨハン・モーリッツ・ルゲンダス
ヨハン・モーリッツ・ルゲンダス（独:Johann Moritz Rugendas、1802年3月29日 - 1858年5月29日）とはドイツ人の画家であり、19世紀初頭のアメリカ各地のランドスケープや民族誌を主題とした作品を描いた事で知られている。

## 略歴
ルゲンダスはバイエルン王国のアウクスブルクの画家の家系（ゲオルグ・フィリップ・ルゲンダスの子孫）に1802年3月29日、誕生した。そして父のヨハン・ロレンス・ルゲンダス2世（1775年 - 1826年）に彫刻と絵画を習った。1815年から1817年にかけて彼はアルブレヒト・アダム（1786年 - 1862年）に学び、後にミュンヘン美術院でロレンツォ・クアーリョ2世（1793年 - 1869年）に学んだ。
トマス・エンデルの芸術作品に感化された彼はオーストリア帝国の自然主義者、ヨハン・バプチスト・ヴォン・スピックスとカール・フリードリヒ・フィリップ・フォン・マルティウスの手助けによって熱帯地域へと旅行し、ルゲンダスはポルトガル・ブラジル及びアルガルヴェ連合王国の現ブラジル地域に1821年に到着し、すぐにグリゴリ・イヴァノヴィッチ・ラングスドルフによる現在のブラジル連邦共和国ミナスジェライス州及びサン・パウロ州方面への探検の為の画家として雇われた。ラングスドルフはロシア帝国の同地域に於ける統領であり、リオ・デ・ジャネイロの北方に農場を有して居り、ルゲンダスも他の探検隊員と共にその場所に住んだ。この事により、ルゲンダスはマンチケイラ山脈やバルバセナ、サン・ジョアン・デル・ヘイ、マリアーナ、オウロ・プレット等の都市を訪問する事が出来た。
アマゾン盆地への探検が始まる寸前にルゲンダスはラングスドルフと疎遠になり、探検に参加せず、その役割はエイドリアン・ターニーやヘルクレス・フローレンスによって担われた。しかしながら、ルゲンダスは1825年までブラジル帝国に止まり、マット・グロッソ州やペルナンブコ州、バイア州、エスピリト・サント州、リオ・デ・ジャネイロ州等を探検し、日々の感想を絵画で記録しており、此の時に彼の大半の水彩画が作られた。
1825年から1828年にかけてルゲンダスはヨーロッパに帰り、パリやアウクスブルク、ミュンヘン等に油絵等の新しい芸術画法を習得する為に住んだ。そして彼は1827年から1835年にかけてヴィクター・アイメ・フーバーの助けを得て、彼の記録となる書籍、Voyage Pittoresque dans le Brésil（趣深いブラジル旅行）を出版し、その書籍には100以上の絵画が描かれていた。そしてこの書籍は現在19世紀のブラジルに於ける最も重要な資料の一つとされている。また、彼はイタリアにも勉強しに行き、ピサやフローレンス、ローマ、ナポリ、ヴェネツィア、シチリアを訪問している。
その後のルゲンダスはアレクサンダー・フンボルトに感化され、彼に支援を受けながらラテンアメリカの生活と自然を写実的に保存する運動により熱心になった。彼自身は、"新世界での画家に於ける正しい活動"と評していた。1831年に彼はハイチを訪れ、メキシコへと渡った。この頃から彼は油絵を描く様になり、好評を博した。然し、アナスタシオ・ブスタマンテへ叛逆した事から、メキシコ政府により1834年投獄され、国外追放された。
1834年から1844年にかけてチリ、アルゼンチン、ウルグアイ、ペルー、ボリビアとルゲンダスは旅行し、リオ・デ・ジャネイロに1845年に戻ってきた。ブラジル皇帝ペドロ2世によって重用されたが、一部王室に彼の描いた肖像画は非難された。
1846年、ルゲンダス44歳の年、彼はヨーロッパへ戻り、二度とラテン・アメリカに戻ってくる事は無かった。そしてバイエルン王国ヴァイルハイム・アン・デル・テックで彼は死亡した。作品はバイエルン王マクシミリアン2世が自身の年金と引換に得た。

## その他
セサル・アイラの風景画家の人生ではルゲンダスが主人公となっている。

## 作品

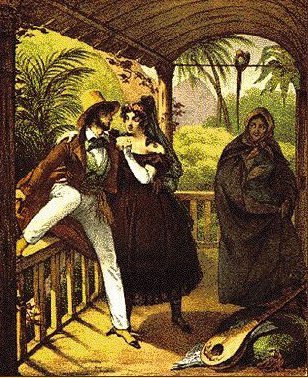
リオでの衣裳（1823年）
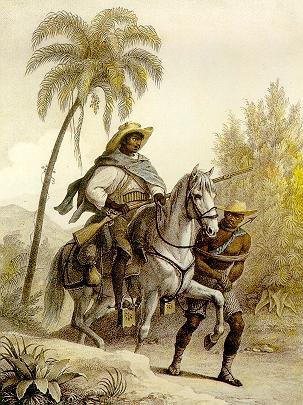
奴隷狩人（1823年）
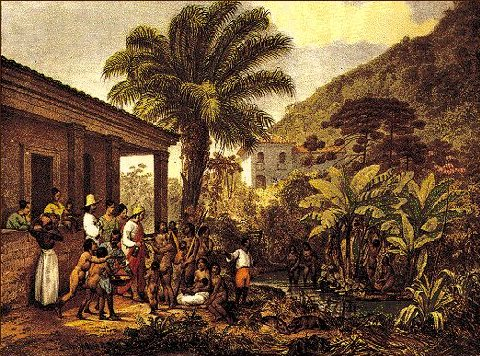
農場のインディアン、（1824年）
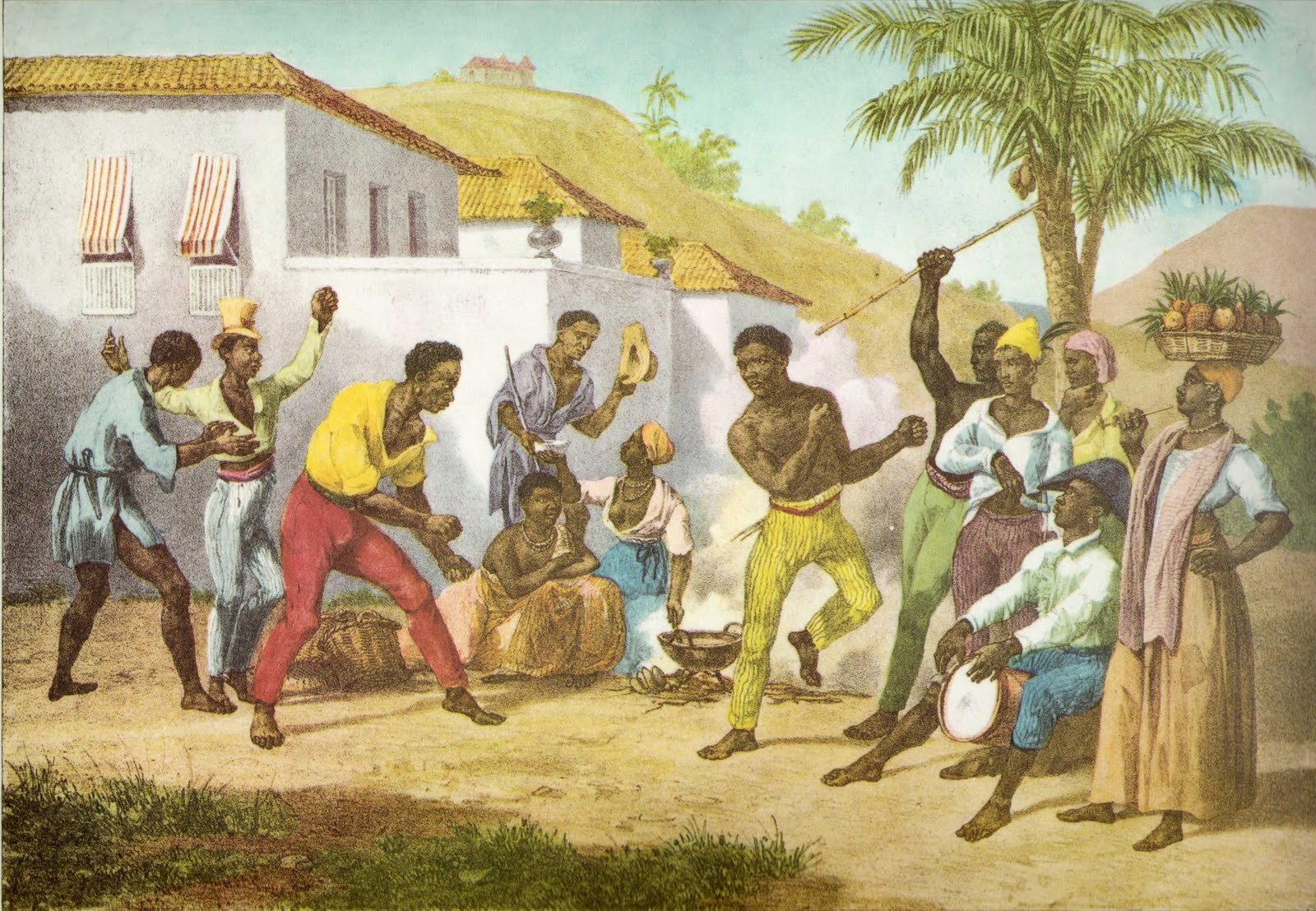
カポエイラと踊りの戦争（1835年）
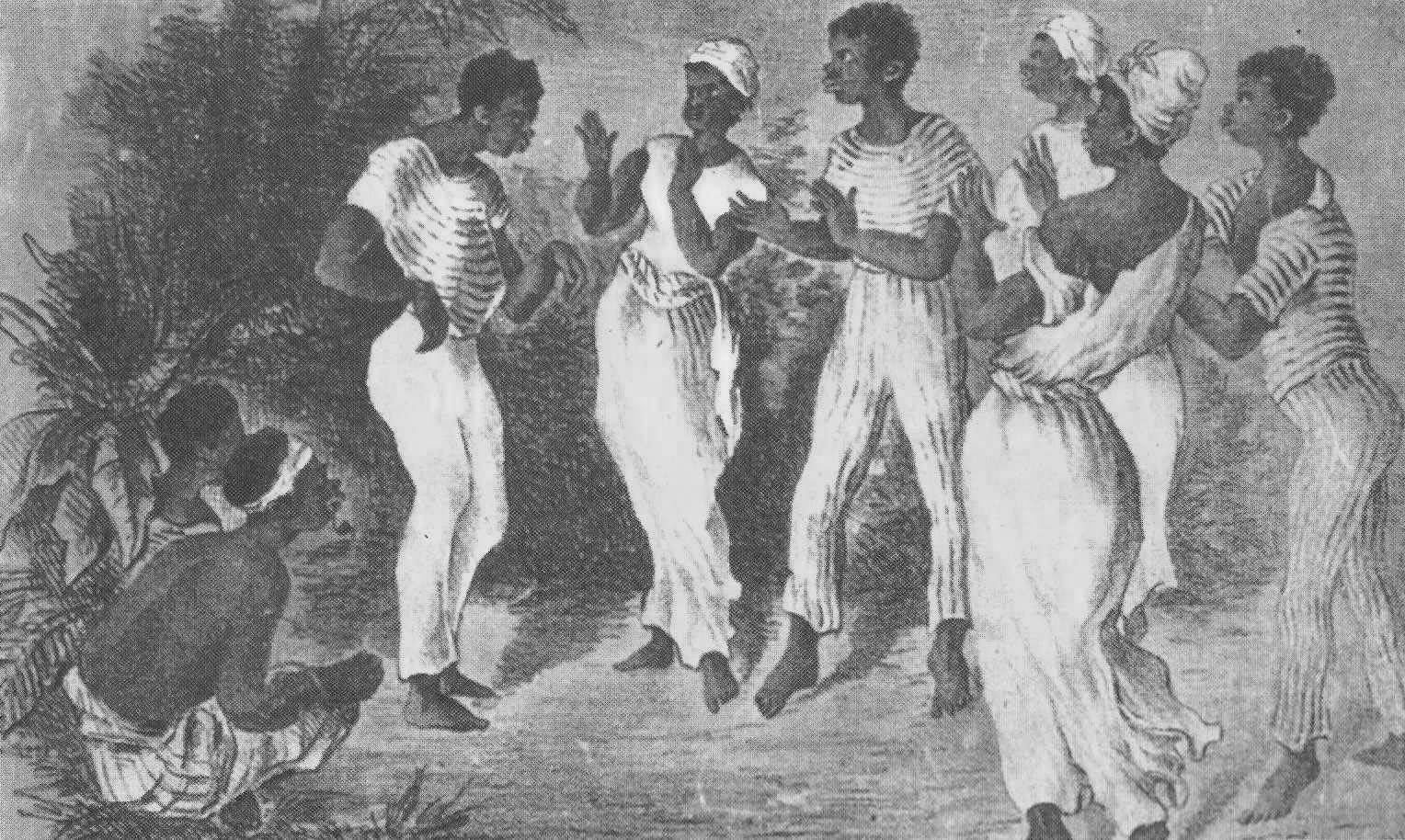
リオ・デ・ジャネイロのバトゥーキ（1835年）
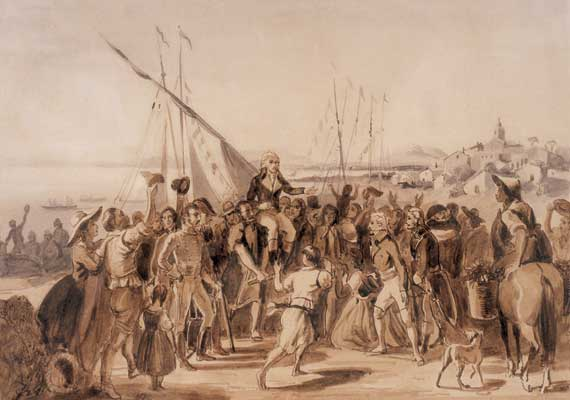
ラ・グアイラでのミランダの歓待